# SDMA
SDMA — Space Division Multiple Access. Kolejna metoda wieloostępu po TDMA, CDMA, FDMA. Działanie metody SDMA opiera się na zastosowaniu matryc antenowych, które dzięki sterowaniu elektronicznemu są w stanie syntetyzować silnie kierunkowe charakterystyki antenowe.